# Tomasz Andrzej Łubieński
Tomasz Andrzej Adam Łubieński herbu Pomian (ur. 24 grudnia 1784 w Szczytnikach, zm. 27 sierpnia 1870 w Warszawie) – szwoleżer, hrabia pruski, baron I Cesarstwa Francuskiego, generał, senator-kasztelan Królestwa Polskiego w 1829, ziemianin kaliski i przedsiębiorca.
Łubieńscy byli starą, skoligaconą rodziną arystokratyczną. Wywodzili się z Łubnej w Kaliskiem. Łubną określa się jako gniazdo rodowe Łubieńskich m.in. w „Słowniku Geograficznym Królestwa Polskiego...” (t. V, 1884 r., s. 775). W XV w. ich przodków nazywano Chebdami. Ojcem Tomasza Andrzeja był późniejszy minister sprawiedliwości w Księstwie Warszawskim, Feliks Franciszek Łubieński. Matka, Tekla Teresa Łubieńska z Bielińskich (jej matka z Sanguszków), poetka i dramatopisarka, była jedną ze światlejszych dam swojego czasu. Tomasz był ich drugim synem. Miał dziewięcioro rodzeństwa – braci: Franciszka, Piotra, Jana, Henryka, Tadeusza, Józefa oraz siostry: Marię (Maksymilianową Skarżyńską), Paulę (Józefową Morawską), Różę (Ludwikową Sobańską).

## Młode lata
W wieku sześciu lat został wpisany jako towarzysz do kawalerii narodowej, a dwa lata później awansowano go na chorążego. Wychowywał i uczył się w domu. W 1801 r. brał przez kilka miesięcy lekcje ogłady towarzyskiej w Wiedniu. Uczył się tam muzyki, tańca, rysunku, fechtunku i jazdy konnej. Następnie praktykował w rodzinnych przedsiębiorstwach w Warszawie, m.in. w biurze handlowym założonym przez stryja Prota Potockiego. W tym czasie udzielał się w stworzonym przez Wincentego Krasińskiego Towarzystwie Przyjaciół Ojczyzny, z siedzibą na Krakowskim Przedmieściu w Warszawie i nastawionym niechętnie do „Blachy” – środowiska księcia Józefa Poniatowskiego, skupionego wokół pałacu Pod Blachą w Warszawie.
12 grudnia 1805 r. ożenił się z Konstancją Ossolińską (1783–1868), która wniosła bogate wiano w postaci kilku majątków między innym w Rejowcu koło Chełma. Jednocześnie, na żądanie bogatego teścia, został spłacony w gotówce z przypadającej mu części rodzinnej schedy. Małżeństwo miało syna Napoleona Leona i niezamężną córkę Adelę (artystkę amatorkę), ale najprawdopodobniej nie było do końca udane. Konstancji przypisywano liczne romanse w czasie, gdy mąż wojował przy boku Napoleona z Europą.

## Szwoleżer Napoleona

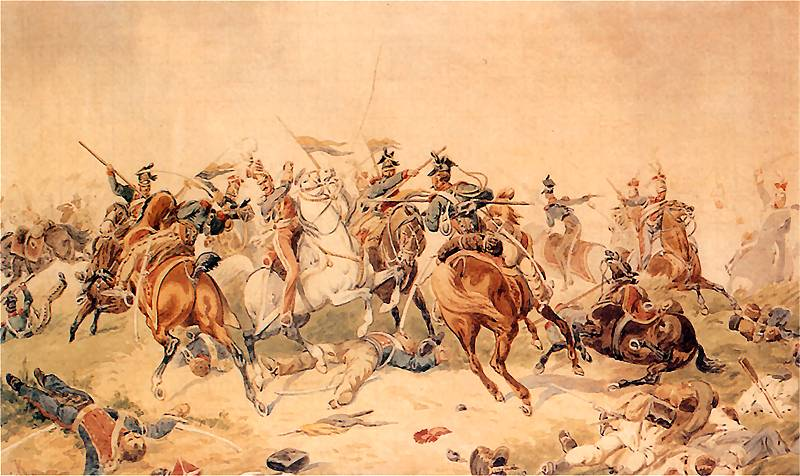
Tomasz Łubieński pod Wagram

W 1806 r., po wkroczeniu Francuzów do Warszawy, Tomasz wstąpił do Polskiej Gwardii Honorowej przy Napoleonie, składającej się z arystokratycznej młodzieży polskiej. 14 października został mianowany zastępcą dowódcy. Walczył pod Pułtuskiem, był kurierem cesarza. Wraz z Krzyżem Kawalerskim Orderu Legii Honorowej otrzymał w kwietniu 1807 r. przydział do tworzonego właśnie Pułku Lekkokonnego (polskiego) Gwardii Cesarskiej (szwoleżerowie). Został dowódcą szwadronu i już w czerwcu 1807 r. poprowadził pierwszą sformowaną kompanię (125 koni) do Francji.
W gwardyjskim pułku szwoleżerów służył do 1810 r. Brał udział w końcowym etapie szarży pod Somosierrą, gdy został wysłany ze swoim szwadronem dla wsparcia atakujących. W styczniu 1809 eskortował z jedną kompanią szwoleżerów powracającego z Hiszpanii do Paryża Napoleona. 5 kwietnia 1809 otrzymał Krzyż Oficerski Orderu Legii Honorowej. W kampanii 1809 brał udział w bitwie pod Essling (22 maja) i Wagram (6 lipca). W obu bitwach odznaczył się odwagą i umiejętnościami dowódczymi. W nagrodę otrzymał tytuł barona cesarstwa z czterema tysiącami franków renty, podwyższonej później do 6000. W 1810 roku przebywał krótko w Warszawie, gdzie otrzymał Krzyż Kawalerski Orderu Virtuti Militari.
Nieporozumienia z dowódcą pułku szwoleżerów Wincentym Krasińskim skłoniły Łubieńskiego do podania się do dymisji. Nie została ona przyjęta, lecz zakończyła służbę Tomasza w gwardyjskim pułku szwoleżerów – lansjerów. Na początku 1811 r. został on wysłany do Sedanu, gdzie tworzył się 2 Pułk Ułanów Nadwiślańskich (przemianowany później na 8 Pułk Szwoleżerów-Lansjerów). Tomasz Łubieński został jego dowódcą w stopniu pułkownika. W marcu 1812 poprowadził swych ułanów przez Berlin, Grudziądz, Wystruć, Wilno do Połocka „na drugą wojnę polską”. Tu pułk został włączony do armii rezerwowej marszałka Oudinota. Walczył pod Filipowem, Połockiem, Borysowem. Poniósł duże straty przekraczając wpław Berezynę i osłaniając przeprawę Wielkiej Armii. Pod koniec 1812 r. Łubieński wrócił do Warszawy. W kampanii 1813 r. walczył pod Dreznem, Kulm, Lipskiem i Hanau. W styczniu 1814 podał się do dymisji i choć została ona formalnie przyjęta już po abdykacji Napoleona, nie brał od tej pory udziału w walkach. W zgorzkniałym wówczas środowisku weteranów napoleońskich różnie komentowano jego postawę. Niektórzy twierdzili, że nie chciał sobie zamykać dalszej kariery po przesądzonej już właściwie klęsce Napoleona.

## W Królestwie Polskim i w powstaniu

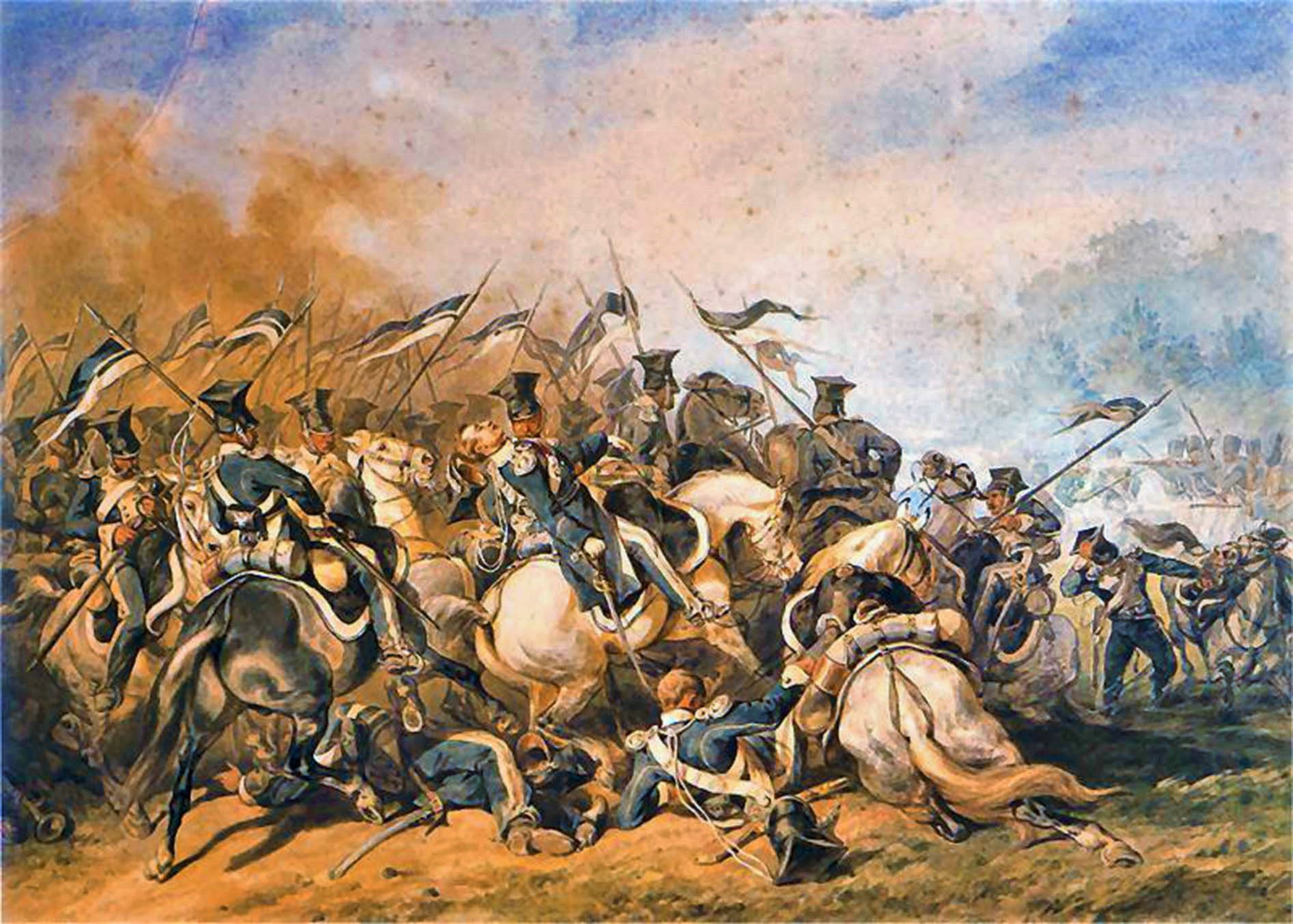
Bitwa pod Ostrołęką

Do służby w wojsku polskim przeszedł w stopniu generała majora. Dostał zadanie uregulowania statusu pensji i dotacji przyznanych Polakom przez Napoleona. Pod koniec roku otrzymał Order Świętego Stanisława II klasy. Nie mógł się jednak dostosować do nowych stosunków w armii wprowadzonych przez wielkiego księcia Konstantego, popadł z nim w konflikt i w 1816 r. podał się do dymisji.
W cywilu zajął się działalnością gospodarczą oraz polityczną. Majątek w Rejowcu oddał w 1822 r. w dzierżawę. W 1825 r. współtworzył Towarzystwo Kredytowe Ziemskie i aktywnie brał udział w organizacji jego oddziałów wojewódzkich, będąc w latach 1826–1828 jednym z dyrektorów Towarzystwa. Jego mentorem w działalności gospodarczej był bardziej na tym polu doświadczony brat Henryk, jeden z organizatorów i prezesów Banku Polskiego. Bracia wspólnie brali udział w zakładaniu spółki młyna parowego w Warszawie (1827), a w 1829 r., w swoich dobrach Ruda Guzowska (dziś Żyrardów) uruchomili pierwszą na ziemiach polskich fabrykę wyrobów lnianych. W 1830 r. stworzyli dom handlowy „Bracia Łubieńscy”, którego dyrektorem został Tomasz. W tym czasie były szwoleżer był lojalnym poddanym nowych władców. W latach 1825–1828 był sędzią pokoju powiatu chełmskiego. W 1820 i 1825 r. posłował na sejm. W 1829 r. otrzymał nominację na senatora – kasztelana i ponownie został kawalerem Orderu Świętego Stanisława II klasy.
W powstaniu listopadowym stanął po stronie sceptycznie nastawionych generałów. Dzięki poparciu Franciszka Ksawerego Druckiego Lubeckiego, Łubieński został wiceprezydentem Warszawy, faktycznie obejmując dyktaturę miasta. Jego głównym celem na tym stanowisku było doprowadzenie do rozbrojenia ludności cywilnej i powstrzymywanie rewolucyjnych wystąpień. 7 grudnia dyktator Józef Chłopicki mianował Łubieńskiego szefem Dyrekcji Poczt i Policji Krajowych. 21 grudnia Łubieński wszedł do rządu jako zastępca ministra spraw wewnętrznych, ale na tym skończyła się jego cywilna kariera powstańcza. Już 7 stycznia 1831 r. został zdymisjonowany w atmosferze skandalu. Powodem była sprawa wykradzenia ze szpitalnego więzienia oskarżonego o zdradę Mateusza Lubowidzkiego, brata związanego interesami gospodarczymi z Łubieńskimi prezesa Banku Polskiego, Józefa Lubowidzkiego. Co prawda bezpośredni udział w zdarzeniu brał Henryk Łubieński, ale Tomasz wiedział o tym i jako wiceminister spraw wewnętrznych próbował zatuszować sprawę. Jako senator podpisał 25 stycznia 1831 roku akt detronizacji Mikołaja I Romanowa. Następnego dnia po detronizacji Mikołaja I, czyli 26 stycznia, Tomasz Łubieński zgłosił poprawkę do protokołu obrad senatu zastrzegającą, że pozbawienie cara tronu polskiego odbyło się z inicjatywy izby poselskiej, a senatorowie zmuszeni byli iść w ślad za nią.
10 lutego 1831 r. Tomasz Łubieński został mianowany dowódcą liczącego 33 szwadrony jazdy i 16 dział II korpusu jazdy. W bitwie pod Wawrem udało mu się ochronić swój korpus od zmiażdżenia przez przeważające siły rosyjskie. Józef Chłopicki i Ignacy Prądzyński zarzucali Łubieńskiemu, że zmarnował szansę zwycięstwa wojsk powstańczych pod Grochowem (25 lutego) odmawiając wykonania rozkazu ataku swoją kawalerią. Późniejsi historycy usprawiedliwiają tu byłego bohatera spod Wagram i Berezyny oceniając, że decyzja Łubieńskiego była słuszna, gdyż w tej fazie walk szarża kawalerii nie odmieniłaby losów bitwy, a doprowadziła do niepotrzebnych strat. Z zarzutami zajmowania dwuznacznego stanowiska w wojnie polsko-rosyjskiej spotkał się jeszcze Łubieński kilkakrotnie. Po bitwie grochowskiej był zdecydowanym zwolennikiem rokowań z rosyjskim dowódcą Iwanem Dybiczem i kapitulacji. Nie taił swego przekonania o daremności walk i spodziewał się szybkiej, całkowitej klęski. Przyczynił się do mianowania wodzem naczelnym podobnie myślącego Jana Skrzyneckiego. Ignacy Prądzyński zarzucał Łubieńskiemu niedołężność w prowadzeniu ofensywy przeciwko korpusowi Rosena. W kampanii zakończonej bitwą pod Ostrołęką generał Łubieński dowodził prawym skrzydłem, osłaniającym Skrzyneckiego. Miał pod komendą 11 900 żołnierzy i 26 dział. Iwan Dybicz zaskoczył jednak nie wykazującego aktywności Łubieńskiego, który zmuszony do działania pokazał, że nie zapomniał jak się walczy. Sprawnymi manewrami wydostał się przebojem z okrążenia pod Nurem, ponosząc przy tym bardzo nieznaczne straty i wycofał się w kierunku Ostrołęki. W bitwie stoczonej pod tym miastem (26 maja) Łubieński stał w odwodzie, a po klęsce opowiedział się za odwrotem w kierunku Warszawy. 1 czerwca Skrzynecki awansował Łubieńskiego do stopnia generała dywizji i mianował szefem sztabu. Na tym stanowisku okazał się on dobrym organizatorem, dbającym o zaopatrzenie. Szefem sztabu pozostał również przy kolejnych naczelnych wodzach, a 15 sierpnia sam odrzucił propozycję objęcia dowództwa. 19 sierpnia podczas narady wojennej sprzeciwiał się stoczeniu walnej bitwy z następcą zmarłego na cholerę Dybicza feldmarszałkiem Iwanem Paskiewiczem. Spodziewając się szybkiego kresu powstania, wystarał się o odkomenderowanie ze swoim korpusem do województwa płockiego, aby zejść z widoku zwycięzcom. Podczas walk o Warszawę dostarczał zaopatrzenie do miasta, nie próbował jednak wiązać odwodów przeciwnika. 8 września został odwołany do Modlina. Przebywający tam po ucieczce z Warszawy członkowie Towarzystwa Patriotycznego i inni przeciwnicy kunktatorskiej polityki reprezentowanej przez Łubieńskiego, zaatakowali ostro jego poprzednie działania, oskarżając o walne przyczynienie się do przegranej powstania. Generał, prawdopodobnie dyplomatycznie, rozchorował się i 28 września uzyskał od Macieja Rybińskiego dymisję. Trzy dni później wrócił do zajętej przez Rosjan Warszawy.
Jak wszyscy generałowie powstania pozostali w kraju, Tomasz Łubieński został zesłany do Rosji. Szybko uzyskał jednak przebaczenie. Tylko on został zaszczycony audiencją u cara Mikołaja I dnia 24 listopada 1831 r. w Moskwie. W następnym roku ponownie przybył do Rosji, tym razem do Petersburga, wraz z deputacją hołdowniczą. Pozostał tu dwa lata, dopilnowując interesów Domu Handlowego „Bracia Łubieńscy”. Chodziło głównie o zmniejszenie strat spowodowanych konfiskatami majątków niektórych powstańców, którzy w związku z tym nie mogli wywiązać się z zaciągniętych w firmie Łubieńskich zobowiązań. Dzięki szerokim koneksjom w stolicy cesarstwa, udało się generałowi i utalentowanemu przedsiębiorcy uzyskać zaspokojenie roszczeń ze skonfiskowanych majątków.

## Przedsiębiorca

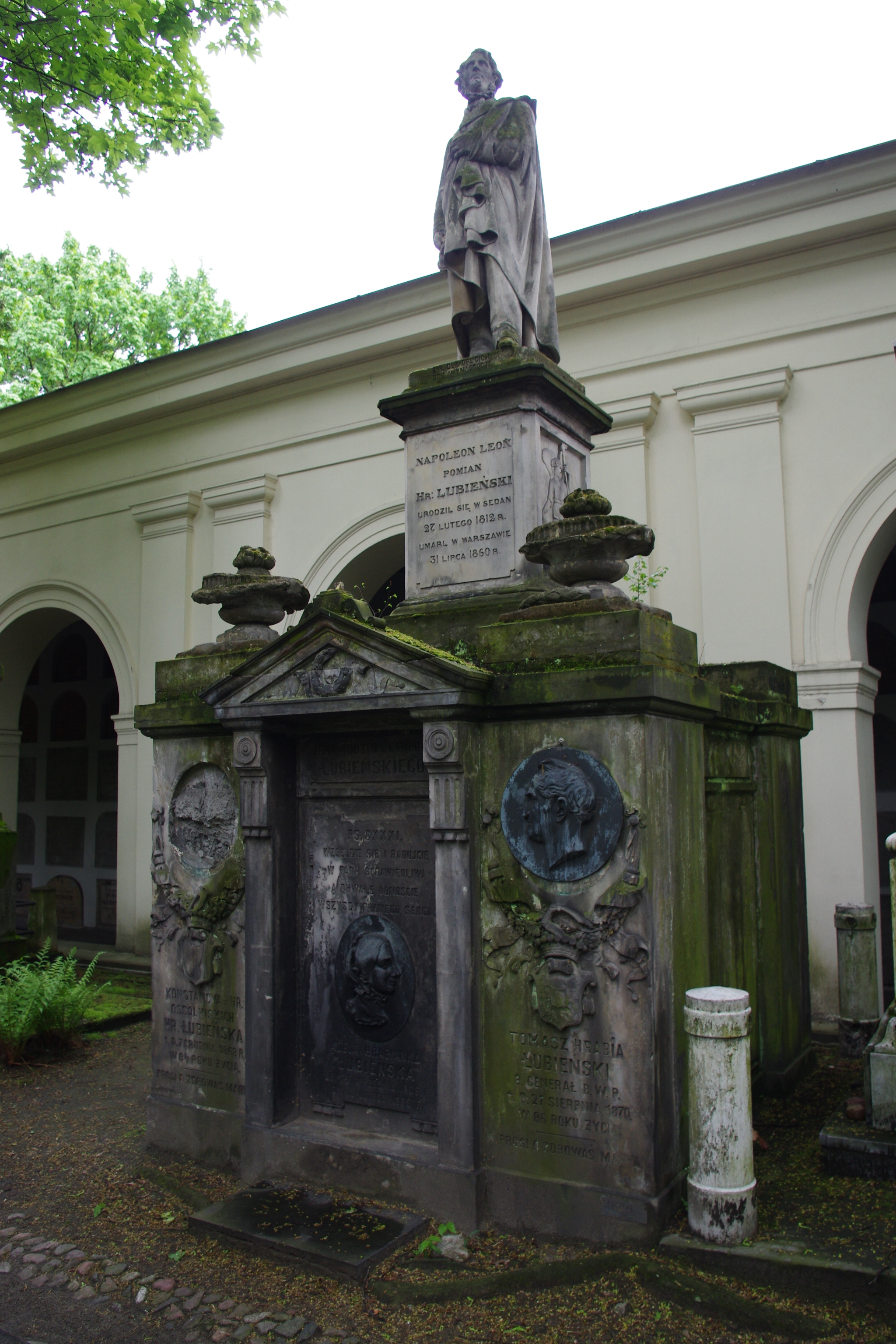
Grób działacza kulturalnego Napoleona Leona Łubieńskiego i generała Tomasza Łubieńskiego i na Starych Powązkach w Warszawie

W 1839 r. Tomasz Łubieński udał się do Londynu w związku z nowym przedsięwzięciem gospodarczym, w którym brał udział. Zabiegał mianowicie o kredyty na sfinansowanie kolei warszawsko-wiedeńskiej. W latach 1840–1841 był dyrektorem budowy tej kolei. Do podjęcia decyzji o wycofaniu się z czynnego życia gospodarczego przyczyniły się kłopoty brata Henryka, który został oskarżony o nadużycia w Banku Polskim, a następnie skazany na czteroletnie więzienie. Ratując dobre imię rodziny dołożył się do pokrycia strat spowodowanych w banku przez brata. Nadwątliło to fortunę Tomasza, ale nie na tyle, żeby obniżyć jego pozycję społeczną czy poziom życia. Zlikwidował interesy Domu Handlowego „Bracia Łubieńscy”, majątki ziemskie przekazał dzieciom, a sobie zabezpieczył godziwą, pozwalającą na prowadzenie życia na „odpowiednim poziomie”, rentę.
Mieszkając w Warszawie prowadził aktywne życie towarzyskie. Był prezesem Resursy Kupieckiej, członkiem Towarzystwa Rolniczego, Członkiem Towarzystwa Dobroczynności i główną postacią środowiska katolicko-konserwatywnego. Cieszył się względami namiestnika Paskiewicza, u którego bywał częstym gościem. Jego prestiż podniósł się jeszcze bardziej po ustanowieniu we Francji II Cesarstwa. W 1858 r. otrzymał Krzyż Komandorski Orderu Legii Honorowej. Przygotowywał listę żołnierzy napoleońskich narodowości polskiej, mających być odznaczonymi ustanowionym przez Napoleona III Medalem Świętej Heleny. Podczas ożywienia nadziei narodowych w latach 1861–1863 był już zbyt schorowany, aby brać czynny udział w życiu publicznym.
Postać Tomasza Łubieńskiego, jego życie prywatne oraz działalność polityczna w latach 1815–1825, są jednym z tematów, jakie podjął Marian Brandys w swym reportażu historycznym pt. Czcigodni weterani, opublikowanym w cyklu Koniec świata szwoleżerów (1972). Korzystające ze źródeł z epoki, Brandys szkicuje portret Łubieńskiego jako przedstawiciela elity politycznej i ekonomicznej ówczesnego Królestwa Polskiego.
Pochowany został na cmentarzu Powązkowskim w Warszawie (aleja katakumbowa, grób 54/55).